# ロベール・ヴェイロン＝ラクロワ
ロベール・ヴェイロン＝ラクロワ（Robert Veyron-Lacroix, 1922年12月13日 パリ - 1991年4月3日 ガルシュ）はフランスのクラヴサン奏者・ピアニスト。

## 経歴
パリ音楽院ピアノ科卒業。1967年から1988年まで母校で教鞭をとる傍ら、40年間に渡ってジャン＝ピエール・ランパルの伴奏者として世界各地で演奏を行う。また、ポール・トルトゥリエやピエール・ピエルロ、ジョルディ・サバールとも共演した。
モダン・チェンバロを駆使したバロック音楽の演奏・録音によって有名で、とりわけクープラン、テレマン、ラモー、バッハを得意とした。また室内楽奏者としては、ハイドンやベートーヴェン、シューベルトから、バルトークやヒンデミット、プーランク、マルティヌーに至るまでの幅広いレパートリーを誇っている。